# تنام شاحب الجبين
تنام شاحب الجبين (الاسم العلمي: Crypturellus transfasciatus) هو نوع من الطيور يتبع جنس التنام مخفي الذيل من فصيلة التنامية.